# Songkhla (província)
Songkhla é uma província da Tailândia. Sua capital é a cidade de Songkhla.